# Dinar jugosłowiański

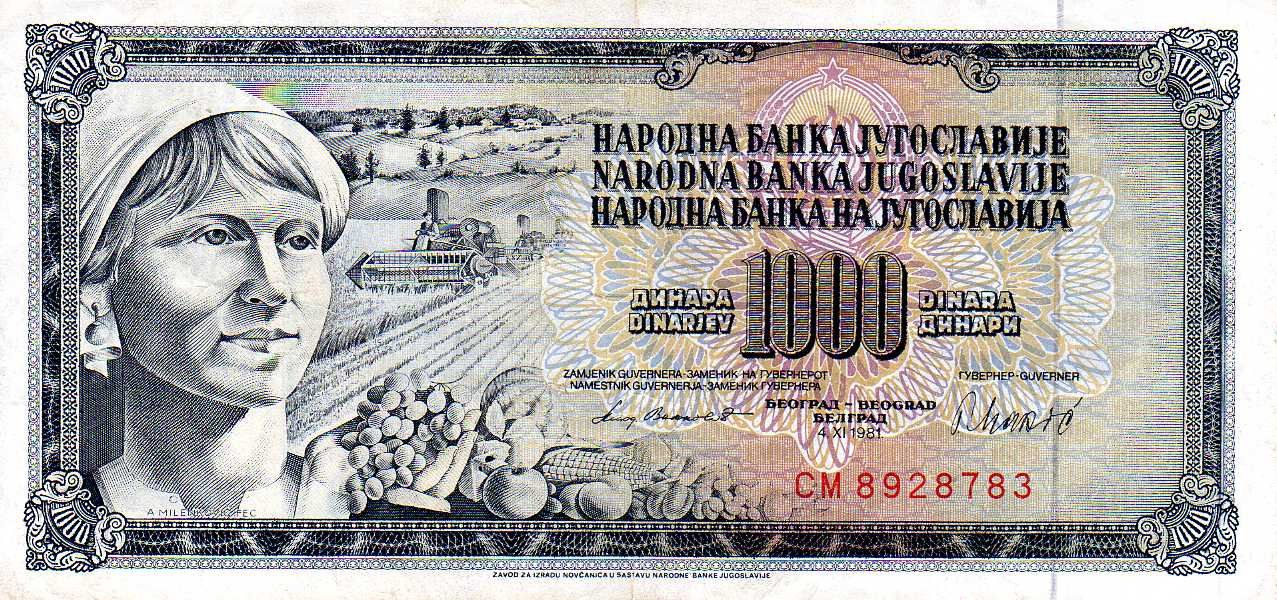
Banknot 1000-dinarowy z 1981 roku

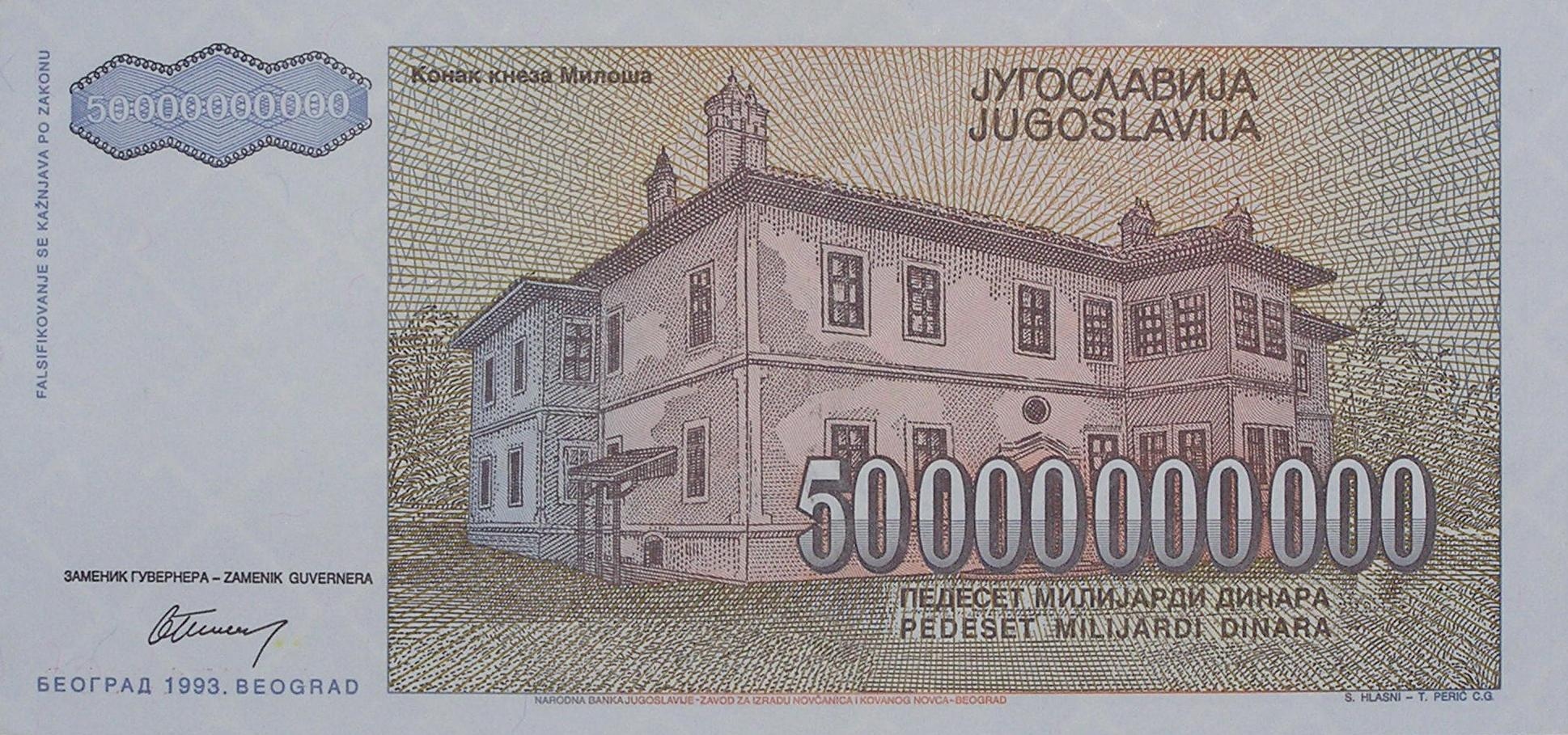
50 miliardów dinarów jugosłowiańskich z 1993

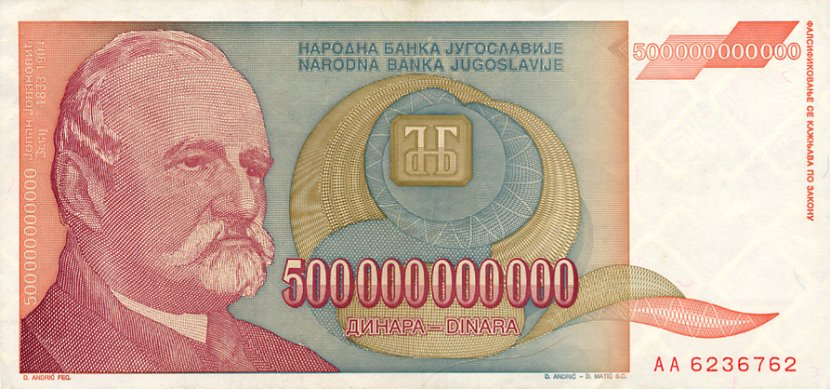
Banknot o nominale 500 miliardów dinarów

Dinar jugosłowiański – oficjalna waluta Królestwa Jugosławii, Socjalistycznej Federacyjnej Republiki Jugosławii a następnie Federalnej Republiki Jugosławii obowiązująca od 1918 do 2003 roku. Dinar dzielił się na 100 para. Ostatnim kodem ISO 4217 dinara jugosłowiańskiego był YUM.

## Rozpad Jugosławii
Podczas wojny towarzyszącej rozpadowi byłej Jugosławii w pierwszej połowie lat 90. inflacja sięgała 100% dziennie. Dinar jugosłowiański praktycznie nie był używany (posługiwano się powszechnie niemieckimi markami lub dolarami USA), niemniej jednak formalnie był jednostką monetarną tego kraju. W samym styczniu 1994 dokonano tam dwóch denominacji, najpierw 1 stycznia w proporcji 1:1 000 000 000, a następnie drugi raz 24 stycznia, decydując się na emisję nowego dinara jugosłowiańskiego, zrównując go z marką niemiecką, a co oznaczało de facto denominację w proporcji około 1:10 000 000 – 1:13 000 000 (taka była tego dnia wartość rynkowa marki). Pozostałością tych hiperinflacyjnych zaburzeń w byłej Jugosławii jest fakt, że walutą Bośni i Hercegowiny jest tak zwana marka zamienna (związana sztywno z euro poprzez przelicznik marki na euro z chwili zmiany waluty w Niemczech), natomiast Czarnogóra oraz Kosowo nie posiadają własnej waluty i – pomimo że nie są członkami Wspólnoty Europejskiej – posługują się euro.